# Fort VIIIa w Poznaniu
Fort VIIIa (Rohr, Mikołaja Sokolnickiego) (oryg. Zwischenwerk VIIIa) – jeden z 18 fortów wchodzących w skład Twierdzy Poznań. Znajduje się na Raszynie na osiedlu samorządowym Grunwald Południe przy ulicy Raszyńskiej.

## Historia
Zbudowany został w latach 1887–1896, w drugim etapie budowy twierdzy fortowej; budowa kosztowała ok. 1 mln marek. Fort otrzymał nazwę Rohr na cześć Ferdinanda von Rohra (do 1902 nazwę tę nosił Nadszaniec III Rohr). W 1931 zmieniono patronów na polskich, Fort VIIIa otrzymał imię generała Michała Sokolnickiego.
Podczas bitwy o Poznań forty na Górczynie (VIIIa i IX) nie otrzymały środków artyleryjskich. 27 stycznia 1945 rozpoczął się ostrzał fortów przez baterie 128 brygady artylerii lekkiej (dowódca płk. Anatolij Kozub). Z uwagi na liczne straty w 27 i 74 dywizji gwardii podczas podchodzenia w kierunku fortów, dowódca 29 korpusu armii gwardii, gen. mjr Anastasij Szemienkow, zadecydował o natarciu 27 dywizją gwardii na odcinek między fortami i zaatakowanie ich od tyłu. 28 stycznia 1945 został opanowany cały Górczyn.
Po II wojnie światowej fort był użytkowany przez Ludowe Wojsko Polskie, a później jako magazyn, m.in. WSS „Społem”. Część koszar i poterna główna została zniszczona przez pożar w 2006 roku. Od 2009 roku fort jest oddany w najem i zorganizowany tam jest salon oraz warsztat motocyklowy.
W dniach 13–14 czerwca 2009 podczas akcji „Poznań za pół ceny” obiekt odwiedziło prawie 2000 osób.
Teren fortu wchodzi w skład obszaru Natura 2000 (obszar specjalnej ochrony SOO „Fortyfikacje w Poznaniu”, symbol PLH300005).

## Lokalizacja i konstrukcja

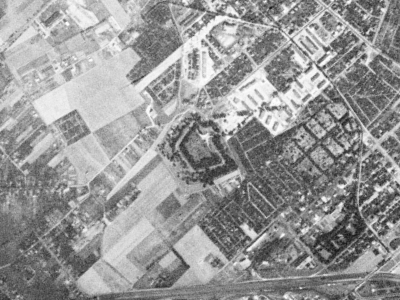
Zdjęcie satelitarne fortu (1965).

Dojazd do fortu drogą forteczną (ul. Raszyńska) i drogą rokadową (ul. Taczanowskiego / ul. Piotra Ściegiennego / ul. Albańska). Obiekt zlokalizowany jest w parku ks. Jasińskiego, pomiędzy osiedlem im. Mikołaja Kopernika a osiedlem Raszyn. Na przedstoku znajduje się park oraz kościół należący do parafii pw. Świętej Rodziny. Około 500 m na południe od fortu linia kolejowa i stacja Poznań Górczyn.
Wokół budynku fortu znajduje się sucha fosa (szerokość 9 m, wysokość 6 m). Z uwagi na wysoki poziom wód gruntowych zrezygnowano z budowy poterny pod fosą, a kaponiery rewersowe były połączone ze sobą korytarzem biegnącym w murze przeciwskarpowym. Fort jest w dobrym stanie zachowania.

### Przebudowy
W latach 1913–1914 dokonano nielicznych modernizacji polegających na przemurowaniu niektórych wejść, wstawiając nowe drzwi. Na przeciwskarpie zbudowano też dwa małe betonowe schrony. W sierpniu 1939 roku wybudowano trzy betonowe schrony oraz pancerne stanowisko obserwacyjne ze stalowo-betonową kopułą.